# مخزن سد کامیانسکه
مخزن سد کامیانسکه (Kamians'ke vodoskhovyshche) یک سد آبی در استان دنیپروپتروفسک کشور اوکراین است.